# Saturn Award per il miglior film horror
Il Saturn Award per il miglior film horror (Best Horror Film) è un premio assegnato annualmente nel corso dei Saturn Awards dal 1973 ad oggi.

## Vincitori

### Anni 1970
- 1973
  - Blacula, regia di William Crain
- 1975
  - L'esorcista (The Exorcist), regia di William Friedkin
  - Arnold, regia di Georg Fenady
  - A Venezia... un dicembre rosso shocking (Don't Look Now), regia di Nicolas Roeg
  - Terror House, regia di Sergei Goncharoff
  - Dopo la vita (The Legend of Hell House), regia di John Hough
  - Non prendete quel metrò (Death Line), regia di Gary Sherman
  - Slok (Schlock), regia di John Landis
  - Scream Blacula Scream, regia di Bob Kelljan
  - Le due sorelle (Sisters), regia di Brian De Palma
  - Delirious (Tales That Witness Madness), regia di Freddie Francis
  - Terror in the Wax Museum, regia di Georg Fenady
  - Oscar insanguinato (Theatre of Blood), regia di Douglas Hickox
  - The Vault of Horror, regia di Roy Ward Baker
- 1976
  - Frankenstein Junior (Young Frankenstein), regia di Mel Brooks
  - Black Christmas (Un Natale rosso sangue) (Black Christmas), regia di Bob Clark
  - Bug - Insetto di fuoco (Bug), regia di Jeannot Szwarc
  - Il fantasma del palcoscenico (Phantom of the Paradise), regia di Brian de Palma
  - The Rocky Horror Picture Show, regia di Jim Sharman
  - Vampira, regia di Clive Donner
- 1977
  - Ballata macabra (Burnt Offerings), regia di Dan Curtis
  - Carrie - Lo sguardo di Satana (Carrie), regia di Brian De Palma
  - La casa del peccato mortale (House of Mortal Sin), regia di Pete Walker
  - Quel motel vicino alla palude (Eaten Alive), regia di Tobe Hooper
  - Il cibo degli dei (The Food of the Gods), regia di Bert I. Gordon
  - Obsession - Complesso di colpa (Obsession), regia di Brian De Palma
  - Il presagio (The Omen), regia di Richard Donner
- 1978
  - Quella strana ragazza che abita in fondo al viale (The Little Girl Who Lives Down the Lane), regia di Nicolas Gessner
  - Dogs, regia di Burt Brinckerhoff
  - Kingdom of the Spiders, regia di John 'Bud' Cardos
  - Sentinel (The Sentinel), regia di Michael Winner
- 1979
  - The Wicker Man, regia di Robin Hardy
  - Halloween - La notte delle streghe (Halloween), regia di John Carpenter
  - Zombi (Dawn of the Dead), regia di George A. Romero.
  - Magic - Magia (Magic), regia di Richard Attenborough,
  - Il tocco della medusa (The Medusa Touch), regia di Jack Gold
  - Piraña (Piranha), regia di Joe Dante

### Anni 1980
- 1980
  - Dracula, regia di John Badham
  - Amityville Horror, regia di Stuart Rosenberg
  - Amore al primo morso (Love at First Bite), regia di Stan Dragoti
  - Mafu (una terrificante storia d'amore) (The Mafu Cage), regia di Karen Arthur
  - Fantasmi (Phantasm), regia di Don Coscarelli
- 1981
  - L'ululato (The Howling), regia di Joe Dante
  - Vestito per uccidere (Dressed to Kill), regia di Brian De Palma
  - Dissolvenza in nero (Fade to Black), regia di Vernon Zimmerman
  - Fog (The Fog), regia di John Carpenter
  - Shining (The Shining), regia di Stanley Kubrick
- 1982
  - Un lupo mannaro americano a Londra (An American Werewolf in London), regia di John Landis
  - Morti e sepolti (Dead & Buried), regia di Gary Sherman
  - Storie di fantasmi (Ghost Story), regia di John Irvin
  - Il signore della morte (Halloween II), regia di Rick Rosenthal
  - Wolfen, la belva immortale (Wolfen), regia di Michael Wadleigh
- 1983
  - Poltergeist - Demoniache presenze (Poltergeist), regia di Tobe Hooper
  - Creepshow, regia di George A. Romero
  - Trappola mortale (Deathtrap), regia di Sidney Lumet
  - Il mostro della palude (Swamp Thing), regia di Wes Craven
  - La cosa (The Thing), regia di John Carpenter
- 1984
  - La zona morta (The Dead Zone), regia di David Cronenberg
  - Christine - La macchina infernale (Christine), regia di John Carpenter
  - Cujo, regia di Lewis Teague
  - La fortezza (The Keep), regia di Michael Mann
  - Ai confini della realtà (Twilight Zone: The Movie), regia di Joe Dante, John Landis, Steven Spielberg e George Miller
- 1985
  - Gremlins, regia di Joe Dante
  - Dreamscape - Fuga nell'incubo (Dreamscape), regia di Joseph Ruben
  - Fenomeni paranormali incontrollabili (Firestarter), regia di Mark L. Lester
  - Nightmare - Dal profondo della notte (A Nightmare on Elm Street), regia di Wes Craven
  - Creature - Il mistero della prima luna, regia di William Malone
- 1986
  - Ammazzavampiri (Fright Night), regia di Tom Holland
  - Space Vampires (Lifeforce), regia di Tobe Hooper
  - Nightmare 2 - La rivincita (A Nightmare on Elm Street 2: Freddy's Revenge), regia di Jack Sholder
  - Re-Animator, regia di Stuart Gordon
  - Il ritorno dei morti viventi (The Return of the Living Dead), regia di Dan O'Bannon
- 1987
  - La mosca (The Fly), regia di David Cronenberg
  - From Beyond - Terrore dall'ignoto (From Beyond), regia di Stuart Gordon
  - La piccola bottega degli orrori (Little Shop of Horrors), regia di Frank Oz
  - Poltergeist II - L'altra dimensione (Poltergeist II: The Other Side), regia di Brian Gibson
  - Psycho III, regia di Anthony Perkins
- 1988
  - Ragazzi perduti (The Lost Boys), regia di Joel Schumacher
  - La casa 2 (Evil Dead II: Dead by Dawn), regia di Sam Raimi
  - Hellraiser (Clive Barker's Hellraiser), regia di Clive Barker
  - Il buio si avvicina (Near Dark), regia di Kathryn Bigelow
  - Nightmare 3 - I guerrieri del sogno (A Nightmare on Elm Street 3: Dream Warriors), regia di Chuck Russell
  - Pumpkinhead, regia di Stan Winston

### Anni 1990
- 1990
  - Beetlejuice - Spiritello porcello (Beetlejuice), regia di Tim Burton
  - La bambola assassina (Child's Play), regia di Tom Holland
  - Inseparabili (Dead Ringers), regia di David Cronenberg
  - Halloween 4 - Il ritorno di Michael Myers (Halloween 4: The Return of Michael Myers), regia di Dwight H. Little
  - Hellbound: Hellraiser II - Prigionieri dell'Inferno (Hellbound: Hellraiser II), regia di Tony Randel
  - Nightmare 4 - Il non risveglio (A Nightmare on Elm Street 4: The Dream Master), regia di Renny Harlin
  - Waxwork - Benvenuti al museo delle cere (Waxwork), regia di Anthony Hickox
- 1991
  - Aracnofobia (Arachnophobia), regia di Frank Marshall
  - L'albero del male (The Guardian), regia di William Friedkin
  - Cabal (Nightbreed), regia di Clive Barker
  - Cimitero vivente (Pet Sematary), regia di Mary Lambert
  - Darkman, regia di Sam Raimi
  - L'esorcista III (The Exorcist III), regia di William Peter Blatty
  - La mosca 2 (The Fly II), regia di Chris Walas
  - Re-Animator 2 (Bride of Re-animator), regia di Brian Yuzna
  - Santa Sangre, regia di Alejandro Jodorowsky
- 1992
  - Il silenzio degli innocenti (The Silence of the Lambs), regia di Jonathan Demme
  - A letto con il nemico (Sleeping with the Enemy), regia di Joseph Ruben
  - La bambola assassina 3 (Child's Play 3), regia di Jack Bender
  - Body Parts, regia di Eric Red
  - Children of the Night, regia di Tony Randel
  - Dolly Dearest - La bambola che uccide (Dolly Dearest), regia di Maria Lease
  - Misery non deve morire (Misery), regia di Rob Reiner
  - La notte dei morti viventi (Night of the Living Dead), regia di Tom Savini
- 1993
  - Dracula di Bram Stoker (Bram Stoker's Dracula), regia di Francis Ford Coppola
  - Basic Instinct, regia di Paul Verhoeven
  - Candyman - Terrore dietro lo specchio (Candyman), regia di Bernard Rose
  - Hellraiser III (Hellraiser III: Hell on Earth), regia di Anthony Hickox
  - La mano sulla culla (The Hand That Rocks the Cradle), regia di Curtis Hanson
  - Fuoco cammina con me (Twin Peaks: Fire Walk with Me), regia di David Lynch
  - Splatters - Gli schizzacervelli (Braindead), regia di Peter Jackson
- 1994
  - L'armata delle tenebre (Army of Darkness), regia di Sam Raimi
  - Cose preziose (Needful Things), regia di Fraser Clarke Heston
  - Kalifornia, regia di Dominic Sena
  - La metà oscura (The Dark Half), regia di George A. Romero
  - L'innocenza del diavolo (The Good Son), regia di Joseph Ruben
  - Senza tregua (Hard Target), regia di John Woo
  - The Vanishing - Scomparsa (The Vanishing), regia di George Sluizer
- 1995
  - Intervista col vampiro (Interview with the Vampire: The Vampire Chronicles), regia di Neil Jordan
  - Il corvo - The Crow (The Crow), regia di Alex Proyas
  - Cronos, regia di Guillermo del Toro
  - Frankenstein di Mary Shelley (Mary Shelley's Frankenstein), regia di Kenneth Branagh
  - Mosquito, regia di Gary Jones
  - Nightmare - Nuovo incubo (Wes Craven's New Nightmare), regia di Wes Craven
  - Wolf - La belva è fuori (Wolf), regia di Mike Nichols
- 1996
  - Dal tramonto all'alba (From Dusk Till Dawn), regia di Robert Rodriguez
  - La città perduta (La cité des enfants perdus), regia di Jean-Pierre Jeunet e Marc Caro
  - Il cavaliere del male (Demon Knight), regia di Ernest R. Dickerson
  - Gli occhi del testimone (Mute Witness), regia di Anthony Waller
  - Il seme della follia (In the Mouth of Madness), regia di John Carpenter
  - Il signore delle illusioni (Clive Barker's Lord of Illusions), regia di Clive Barker
  - L'ultima profezia (The Prophecy), regia di Gregory Widen
- 1997
  - Scream, regia di Wes Craven
  - Curdled - Una commedia pulp (Curdled), regia di Reb Braddock
  - Dellamorte Dellamore, regia di Michele Soavi
  - Giovani streghe (The Craft), regia di Andrew Fleming
  - Relic - L'evoluzione del terrore (The Relic), regia di Peter Hyams
  - Sospesi nel tempo (The Frighteners), regia di Peter Jackson
- 1998
  - L'avvocato del diavolo (The Devil's Advocate), regia di Taylor Hackford
  - Anaconda, regia di Luis Llosa
  - Mimic, regia di Guillermo del Toro
  - Phantoms, regia di Joe Chappelle
  - Scream 2, regia di Wes Craven
  - So cosa hai fatto (I Know What You Did Last Summer), regia di Jim Gillespie
- 1999
  - L'allievo (Apt Pupil), regia di Bryan Singer
  - Blade, regia di Stephen Norrington
  - The Faculty, regia di Robert Rodríguez
  - Halloween - 20 anni dopo (Halloween H20: 20 Years Later), regia di Steve Miner
  - La sposa di Chucky (Bride of Chucky), regia di Ronny Yu
  - Vampires, regia di John Carpenter

### Anni 2000
- 2000
  - The Sixth Sense - Il sesto senso (The Sixth Sense), regia di M. Night Shyamalan
  - The Blair Witch Project - Il mistero della strega di Blair (The Blair Witch Project), regia di Daniel Myrick ed Eduardo Sanchez
  - L'insaziabile (Ravenous), regia di Antonia Bird
  - Il mistero di Sleepy Hollow (Sleepy Hollow), regia di Tim Burton
  - Stigmate (Stigmata), regia di Rupert Wainwright
  - Killing Mrs. Tingle, regia di Kevin Williamson
- 2001
  - Final Destination, regia di James Wong
  - Dracula's Legacy - Il fascino del male (Dracula 2000), regia di Patrick Lussier
  - The Gift, regia di Sam Raimi
  - Requiem for a Dream, regia di Darren Aronofsky
  - Urban Legend - Final Cut, regia di John Ottman
  - Le verità nascoste (What Lies Beneath), regia di Robert Zemeckis
- 2002
  - The Others, regia di Alejandro Amenábar
  - La spina del diavolo (El espinazo del diablo), regia di Guillermo del Toro
  - La vera storia di Jack lo squartatore - From Hell (From Hell), regia di Albert e Allen Hughes
  - Jeepers Creepers - Il canto del diavolo (Jeepers Creepers), regia di Victor Salva
  - Hannibal, regia di Ridley Scott
  - I tredici spettri (Thir13en Ghosts), regia di Steve Beck
- 2003
  - The Ring, regia di Gore Verbinski
  - Blade II, regia di Guillermo del Toro
  - Arac Attack - Mostri a otto zampe (Eight Legged Freaks), regia di Ellory Elkayem
  - Frailty - Nessuno è al sicuro (Frailty), regia di Bill Paxton
  - La regina dei dannati (Queen of the Damned), regia di Michael Rymer
  - Resident Evil, regia di Paul W. S. Anderson
- 2004
  - 28 giorni dopo (28 Days Later), regia di Danny Boyle
  - Cabin Fever, regia di Eli Roth
  - Final Destination 2, regia di David R. Ellis
  - Freddy vs. Jason, regia di Ronny Yu
  - Jeepers Creepers 2 - Il canto del diavolo 2 (Jeepers Creepers 2), regia di Victor Salva
  - Non aprite quella porta (The Texas Chainsaw Massacre), regia di Marcus Nispel
  - Underworld, regia di Len Wiseman
- 2005
  - L'alba dei morti dementi (Shaun of the Dead), regia di Edgar Wright
  - Blade: Trinity, regia di David S. Goyer
  - L'alba dei morti viventi (Dawn of the Dead), regia di Zack Snyder
  - The Grudge, regia di Takashi Shimizu
  - Open Water, regia di Chris Kentis
  - Saw - L'enigmista (Saw), regia di James Wan
  - Van Helsing, regia di Stephen Sommers
- 2006
  - The Exorcism of Emily Rose, regia di Scott Derrickson
  - Constantine, regia di Francis Lawrence
  - La terra dei morti viventi (Land of the Dead), regia di George A. Romero
  - Saw II - La soluzione dell'enigma (Saw II), regia di Darren Lynn Bousman
  - The Skeleton Key, regia di Iain Softley
  - Wolf Creek, regia di Greg McLean
- 2007
  - The Descent - Discesa nelle tenebre (The Descent), regia di Neil Marshall
  - Final Destination 3, regia di James Wong
  - Hostel, regia di Eli Roth
  - Saw III - L'enigma senza fine (Saw III), regia di Darren Lynn Bousman
  - Slither, regia di James Gunn
  - Snakes on a Plane, regia di David R. Ellis
- 2008
  - Sweeney Todd - Il diabolico barbiere di Fleet Street (Sweeney Todd: The Demon Barber of Fleet Street), regia di Tim Burton
  - 30 giorni di buio (30 Days of Night), regia di David Slade
  - 1408, regia di Mikael Håfström
  - Ghost Rider, regia di Mark Steven Johnson
  - Grindhouse, regia di Quentin Tarantino e Robert Rodriguez
  - The Mist, regia di Frank Darabont
- 2009
  - Hellboy: The Golden Army (Hellboy II: The Golden Army), regia di Guillermo del Toro
  - E venne il giorno (The Happening), regia di M. Night Shyamalan
  - La mummia - La tomba dell'Imperatore Dragone (The Mummy: Tomb of the Dragon Emperor), regia di Rob Cohen
  - Quarantena, regia di John Erick Dowdle
  - Splinter, regia di Toby Wilkins
  - The Strangers, regia di Bryan Bertino

### Anni 2010
- 2010
  - Drag Me to Hell, regia di Sam Raimi
  - The Box, regia di Richard Kelly
  - Frozen, regia di Adam Green
  - L'ultima casa a sinistra (The Last House on the Left), regia di Dennis Iliadis
  - The Twilight Saga: New Moon, regia di Chris Weitz
  - Benvenuti a Zombieland (Zombieland), regia di Ruben Fleischer
- 2011 - Presentato come miglior thriller/horror[2]
  - Blood Story (Let Me In), regia di Matt Reeves
  - Kick-Ass, regia di Matthew Vaughn
  - The American, regia di Anton Corbijn
  - Il cigno nero (Black Swan), regia di Darren Aronofsky
  - Shutter Island, regia di Martin Scorsese
  - Wolfman (The Wolfman), regia di Joe Johnston
- 2012 - Presentato come miglior thriller/horror[2]
  - Millennium - Uomini che odiano le donne (The Girl with the Dragon Tattoo), regia di David Fincher
  - Contagion è un film del 2011 diretto da Steven Soderbergh
  - The Devil's Double, regia di Lee Tamahori
  - The Grey, regia di Joe Carnahan
  - Take Shelter, regia di Jeff Nichols
  - La cosa (The Thing), regia di Matthijs van Heijningen Jr.
- 2013 - Presentato come miglior thriller/horror[2]
  - Quella casa nel bosco (The Cabin in the Woods), regia di Drew Goddard
  - Argo, regia di Ben Affleck
  - The Impossible, regia di Juan Antonio Bayona
  - 7 psicopatici (Seven Psychopaths), regia di Martin McDonagh
  - The Woman in Black, regia di James Watkins
  - Zero Dark Thirty, regia di Kathryn Bigelow
- 2014
  - L'evocazione - The Conjuring (The Conjuring), regia di James Wan
  - Lo sguardo di Satana - Carrie (Carrie), regia di Kimberly Peirce
  - La madre (Mama), regia di Andrés Muschietti
  - La notte del giudizio (The Purge), regia di James DeMonaco
  - Facciamola finita (This Is the End), regia di Evan Goldberg e Seth Rogen
  - Warm Bodies, regia di Jonathan Levine
- 2015[3]
  - Dracula Untold, regia di Gary Shore
  - Annabelle, regia di John R. Leonetti
  - The Babadook, regia di Jennifer Kent
  - Horns, regia di Alexandre Aja
  - Solo gli amanti sopravvivono (Only Lovers Left Alive), regia di Jim Jarmusch
  - Anarchia - La notte del giudizio (The Purge: Anarchy), regia di James DeMonaco
- 2016[4]
  - Crimson Peak, regia di Guillermo del Toro
  - Insidious 3 - L'inizio (Insidious: Chapter 3), regia di Leigh Whannell
  - It Follows, regia di David Robert Mitchell
  - Krampus - Natale non è sempre Natale (Krampus), regia di Michael Dougherty
  - The Visit, regia di M. Night Shyamalan
  - Vita da vampiro - What We Do in the Shadows (What We Do in the Shadows), regia di Taika Waititi e Jemaine Clement
- 2017[5]
  - Man in the Dark (Don't Breathe), regia di Fede Álvarez
  - Autopsy (The Autopsy of Jane Doe), regia di André Øvredal
  - The Conjuring - Il caso Enfield (The Conjuring 2), regia di James Wan
  - Demon, regia di Marcin Wrona
  - Ouija - L'origine del male (Ouija: Origin of Evil), regia di Mike Flanagan
  - Train to Busan (Busanhaeng, 부산행), regia di Yeon Sang-ho
  - The Witch, regia di Robert Eggers
- 2018[6][7]
  - Scappa - Get Out (Get Out), regia di Jordan Peele
  - 47 metri (47 Meters Down), regia di Johannes Roberts
  - Annabelle 2: Creation (Annabelle: Creation), regia di David F. Sandberg
  - Better Watch Out, regia di Chris Peckover
  - It, regia di Andrés Muschietti
  - Madre! (mother!), regia di Darren Aronofsky
- 2019[8]
  - A Quiet Place - Un posto tranquillo (A Quiet Place), regia di John Krasinski
  - I morti non muoiono (The Dead Don't Die), regia di Jim Jarmusch
  - Halloween, regia di David Gordon Green
  - Hereditary - Le radici del male (Hereditary), regia di Ari Aster
  - Overlord, regia di Julius Avery
  - Pet Sematary, regia di Kevin Kölsch e Dennis Widmyer
  - Noi (Us), regia di Jordan Peele

### Anni 2020
- 2021[9][10]
  - L'uomo invisibile (The Invisible Man), regia di Leigh Whannell
  - Doctor Sleep, regia di Mike Flanagan
  - Freaky, regia di Christopher Landon
  - It - Capitolo due (It: Chapter Two), regia di Andrés Muschietti
  - Midsommar - Il villaggio dei dannati (Midsommar), regia di Ari Aster
  - Finché morte non ci separi (Ready or Not), regia di Matt Bettinelli-Olpin e Tyler Gillett
  - Scary Stories to Tell in the Dark, regia di André Øvredal

- 2022
  - Black Phone (The Black Phone), regia di Scott Derrickson
  - Ultima notte a Soho (Last Night in Soho), regia di Edgar Wright
  - The Night House - La casa oscura (The Night House), regia di David Bruckner
  - A Quiet Place II ( A Quiet Place Part II), regia di John Krasinski
  - Scream, regia di Matt Bettinelli-Olpin e Tyler Gillett
  - X: A Sexy Horror Story (X), regia di Ti West

- 2024
  - Talk to Me, regia di Danny e Michael Philippou
  - Barbarian, regia di Zach Cregger
  - La casa - Il risveglio del male (Evil Dead Rise), regia di Lee Cronin
  - Insidious - La porta rossa (Insidious: The Red Door), regia di Patrick Wilson
  - Renfield, regia di Chris McKay
  - Scream VI, regia di Matt Bettinelli-Olpin e Tyler Gillett
  - Smile, regia di Parker Finn